# 乙ひより
乙 ひより（おつ ひより）は、日本の漫画家。主に少女の百合作品を執筆する。

## 作品
- 『かわいいあなた』2007年7月18日、一迅社IDコミックス 百合姫コミックス ISBN 978-4-7580-7017-1
- 『クローバー』2008年10月18日、一迅社IDコミックス 百合姫コミックス ISBN 978-4-7580-7035-5
- 『水色シネマ』2010年5月18日、一迅社IDコミックス 百合姫コミックス ISBN 978-4-7580-7081-2
- 『オレンジイエロー』2010年5月18日、一迅社IDコミックス 百合姫コミックス ISBN 978-4-7580-7082-9
- 『お友達からはじめましょう。』 全2巻

1. 2013年7月25日、一迅社IDコミックス ZERO-SUMコミックス ISBN 978-4-7580-5842-1
2. 2015年4月25日、一迅社IDコミックス ZERO-SUMコミックス ISBN 978-4-7580-3038-0

その他(発表時期or掲載不明)
- 『Maple Love』